# Bitwa pod Craonne
Bitwa pod Craonne – starcie zbrojne, które miało miejsce 6–7 marca 1814 roku podczas wojen napoleońskich.
Napoleon osłonił się od armii feldmarszałka Schwarzenberga (zwanej Armią Czeską) korpusami Macdonalda, Oudinota i Gérarda. Sam natomiast z armią liczącą 50 000 żołnierzy ruszył przeciwko armii feldmarszałka Blüchera (zwanej Armią Śląską). Tymczasem Blücher 3 marca opanował Soissons, a następnie połączył swe siły z korpusami Bülowa i Witzingerodego. W tym momencie Blücher osiągnął dwukrotną przewagę nad siłami, które prowadził Napoleon.
Blücher zamierzał stoczyć bitwę koło Soissons, jednak Napoleon rozbił czołowe oddziały z korpusu Witzingerodego i 5 marca przeprawił się przez rzekę Aisne. Następnie, chcąc odciąć Blüchera od Reims, Napoleon ruszył na jego lewe skrzydło. W tej sytuacji Blücher obrócił front swej armii w prawo i z rana 6 marca ruszył na Craonne. Podczas przeprowadzanego manewru marsz korpusów Witzingerodego i Kleista, mających oskrzydlić Napoleona, zahamowany został przez trudne warunki terenowe. Także korpus Bülowa został w Laon. Pod Craonne Blücher niespodziewanie wpadł na całą armię Napoleona. Doszło do boju spotkaniowego, w którym Blücher mógł użyć jedynie rosyjskich korpusów Osten-Sackera i Woroncowa, które stanowiły zaledwie 1/3 całości jego sił. Korpusy te zajęły pozycje na płaskowzgórzu - tym samym, na którym położona była miejscowość Craonne. Napoleon, którego wzmocnił korpus Mortiera, zaatakował 6 marca płaskowzgórze, jednak atak ten został odparty na skutek bardzo silnego ognia artylerii rosyjskiej. Następnego dnia dzięki silnemu przygotowaniu artyleryjskiemu Francuzi zdobyli Craonne, zmuszając rosyjskie korpusy do odwrotu. Obie strony straciły w bitwie po około 5000 żołnierzy. Choć taktycznie bitwę wygrali Francuzi, to ich strategiczna pozycja uległa pogorszeniu, gdyż Blücher nie został zniszczony, a Schwarzenberg w tym czasie bez większych przeszkód maszerował na Paryż.